# Xavier Amorós Solà
Xavier Amorós Solà (Reus, 7 d'abril de 1923 - 18 de juliol de 2022) va ser un poeta i polític català. La seva poesia està lligada amb el corrent realista dels anys 1950 i es basa en el llenguatge senzill, de vegades col·loquial, i en el present, immediat quan l'escrivia. La seva prosa utilitza els records i la memòria. Va ser germà de la també poetessa Eulàlia Amorós.

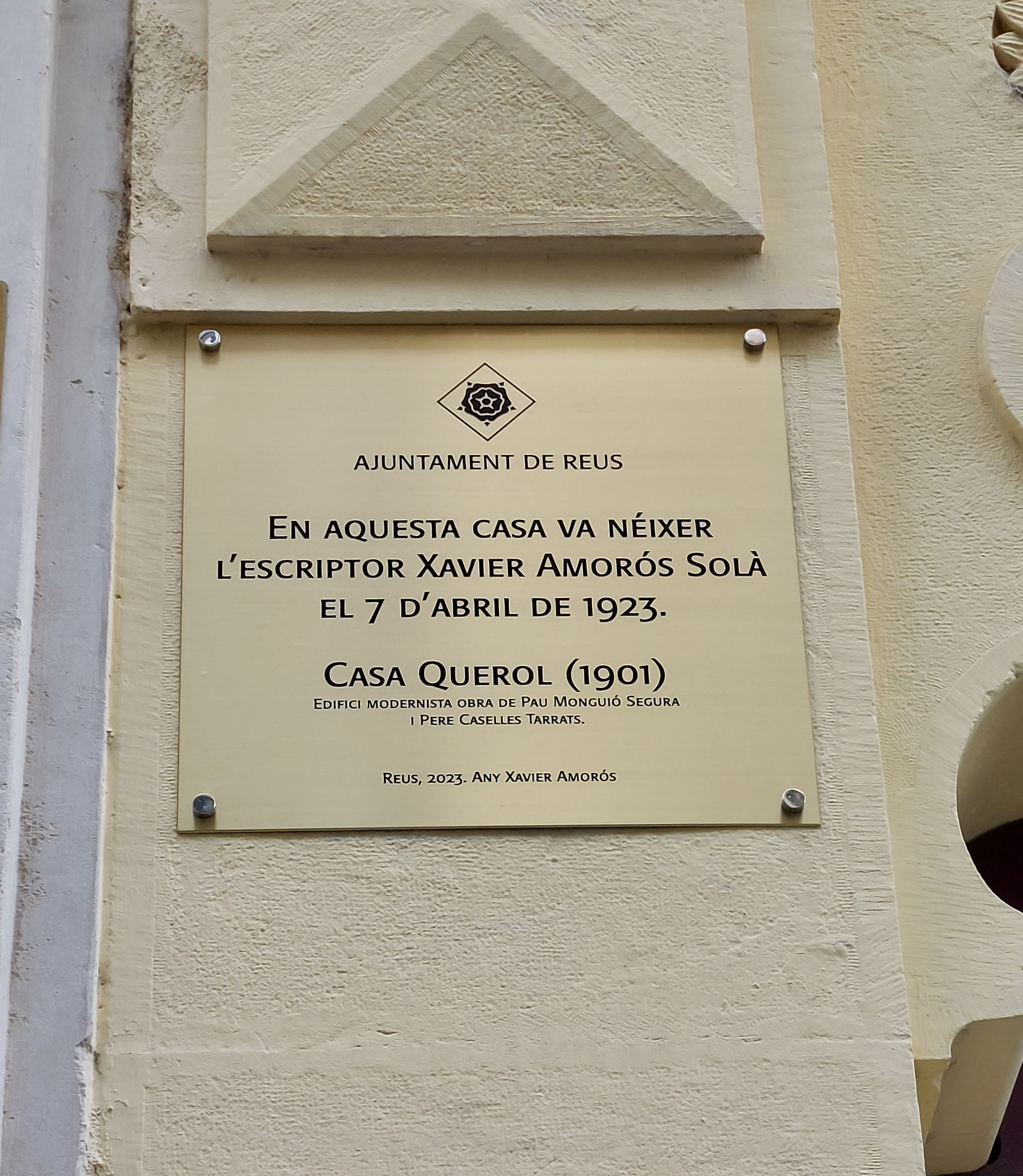
Placa a la Casa Querol, on va néixer Xavier Amorós

## Biografia

### Formació
El seu pare era un comerciant republicà i catalanista (militant d'ERC) establert a Reus, un dels tres propietaris de la botiga de teixits coneguda com a Las Americas als baixos del Palau Bofarull, espai on Amorós desenvoluparia la seva vida professional després de la guerra. Durant la guerra es va refugiar al poble de Pradell per evitar els bombardejos. Des de molt jove va ser un gran aficionat a la lectura, buscava els llibres a la biblioteca del seu pare que estava subscrit als volums de novel·la de Proa. Va llegir quasi tota la col·lecció, la d'abans de la guerra, i també poesia. S'apassionà amb el teatre de Guimerà, d'Ignasi Iglésies i de Pitarra; després, la poesia: Maragall, Carner, Sagarra. Li entusiasmà Mercè Rodoreda amb la recentment publicada Aloma, novel·la que llegí repetides vegades i cada cop «anava veient la història d'una manera distinta». Passava hores llegint a l'aire lliure, al Reus Deportiu, vora la piscina, sota la terrassa, ja que vivia en un xalet molt a prop. Va iniciar els estudis al Col·legi de Sant Pere Apòstol, conegut com "els padres", que a l'inici de la guerra civil va ser cremat i destruït.

### Postguerra
En la postguerra va seguir els estudis de batxillerat a Reus, i el darrer curs el va fer a Barcelona, als Escolapis de Sarrià, fins que a la mort del seu pare, va haver de fer-se càrrec de la seva part de la botiga. Company de batxillerat de Joan Ferraté, era amic també del seu germà Gabriel, amb els quals compartí vivències a l'inici de la Guerra Civil i amb els quals va seguir relacionant-se. Es casà amb Luisa Corbella i tingué tres fills. Va fer teatre i ràdio, i va participar en les iniciatives de la represa cultural catalana i en la lluita antifranquista.
Va freqüentar tertúlies com la del notari Gramunt al Cafè Tarragona, on va conèixer el senyor Guàrdias i l'advocat Delclòs, i a Reus la de la Camiseria Casajuana, on va conviure amb intel·lectuals que havien sobreviscut a la guerra com Joaquim Santasusagna i Bonaventura Vallespinosa. El 1940 va començar a escriure poesia. Amb la reobertura del Centre de Lectura el 1948, s'integra a la Secció de Literatura i idiomes, i fou un dels fundadors dels "Amics de la Poesia", junt amb Josep M. Arnavat i Ramon Amigó. Aquest activisme al Centre de Lectura el va posar en contacte amb les figures cabdals de la cultura catalana del moment; Carles Riba, Tomàs Garcés, Josep M. López Picó, Francesc de B. Moll, Joan Triadú, Maria Aurèlia Capmany, entre d'altres.

### Activitat literària
Des del 1940 escriví poesia ininterrompudament, part de la qual es publica l'any 2000 triada i comentada pel seu fill Xavier Amorós Corbella, amb el títol de Poemes inèdits (1940-1959). En aquell moment històric de postguerra, la precarietat cultural l'obliga a prendre com a referents els valors segurs d'abans de la desfeta, Carner i Sagarra. També l'influencien els noucentistes reusencs. El 1958 obté el premi Santiago Rusiñol per l'obra teatral Història sentimental, als Jocs Florals de la Llengua Catalana celebrats a Mendoza (Argentina), obra no publicada fins al 1993.
També el 1956 començà a participar en concursos literaris i obtingué alguns premis. El 1961 publica Enyoro la terra, amb influències d'Ungaretti i Espriu, on fa referència al Pradell del seu pare, a la recerca dels orígens, del sentit, abandona l'etapa simbolista i entra en el realisme. El 1962 publica Guardeu-me la paraula, i el 1964 guanya el Premi Carles Riba amb el recull Qui enganya, para, publicat a Barcelona el 1968, dos llibres amb un llenguatge planer, precís i sense retòrica, i on utilitza recursos paremiològics, cosa que els títols ja indiquen: "guardeu-me la paraula" és expressió de comerciants o marxants i "qui enganya para" de jocs infantils. Després va deixar d'escriure poesia però es van publicar reculls, una antologia, Poemes 1959-1964 el 1982, amb pròleg de Joaquim Molas, que va ser guardonada amb el Premi de Literatura Catalana (Poesia), de la Generalitat de Catalunya i el publicat pel seu fill, Poemes inèdits de Xavier Amorós. Amb aquests poemaris, Amorós considerava que ja havia escrit tot allò que havia d'escriure i tancà la seva obra poètica.

### Activitat cultural i política
Organitza la represa del teatre català a Reus amb el Teatre de Cambra del Centre de Lectura (1956-1957). Del 1972 al 1975 dirigeix la Revista del Centre de Lectura de Reus, col·labora amb el setmanari Mestral, el 1976 és un dels fundadors de la Unió de Botiguers de Reus i el 1981 és elegit president del Centre de Lectura. Estudia Magisteri i exerceix de professor de literatura catalana a l'Institut de Ciències de l'Educació de la Universitat de Barcelona a Tarragona (1980-1986). Compromès políticament treballa, en la clandestinitat, a la Comissió Democràtica del Baix Camp, (1967-1970), amb Celestí Martí, Isidor Forniés, Isabel Llácer, Ramon Amigó, Ramon Marcer i altres, i durant la transició, forma part de la coordinadora local de l'Assemblea de Catalunya. L'any 1978 va ser un dels promotors i col·laborador del setmanari Mestral, de curta vida, que volia ser un periòdic d'informació política de les comarques meridionals de Catalunya. Pel seu prestigi va formar part de la candidatura al Senat Per l'Entesa de Josep Benet en les eleccions de 1979. Després se'l va proposar com un dels tres senadors pel PSC-PSOE a la província de Tarragona essent elegit a les eleccions generals espanyoles de 1986 i reelegit a les eleccions generals espanyoles de 1989, fins que es va jubilar el 1993.
A mitjans dels anys vuitanta va reiniciar la seva activitat i va publicar No hi ha festa que valgui, (1984), i L'Agulla en un paller (1985), on començà el seu cicle memorialístic. També publicà setmanalment articles a Reus Diari. Després publicà Botigues de mar: 1987-1989 (1993), recull d'articles, El camí dels Morts (1996), Històries de la plaça de Prim (1997), Tomb de ravals (1998), i els llibres de memòries Temps estranys. Llibre primer (2000) Temps estranys. Llibre segon (2001) i Temps estranys llibre tercer (2004), que constitueixen un retaule de la vida cultural, política i quotidiana del Reus contemporani. El títol d'aquests tres llibres de memòries recuperava el d'un poema seu, "Temps Estranys" on diu:
| « | Però només vull parlar del que jo he vist o del que he sentit contar tot just passat | » |

El 1998 va rebre el Memorial Gabriel Xammar, i se'l va esmentar com a referent als Països Catalans de la literatura i la cultura del Camp de Tarragona. El 2004 fou guardonat amb la Creu de Sant Jordi. El mateix any 2004 va ser investit Doctor Honoris Causa per la Universitat Rovira i Virgili. Publica també als mitjans periodístics locals i nacionals: Reus Diari, Nou Diari, Diari de Tarragona, El Periódico, Diari de Barcelona, Espais 7, Fenici.

## Obra

### Poesia

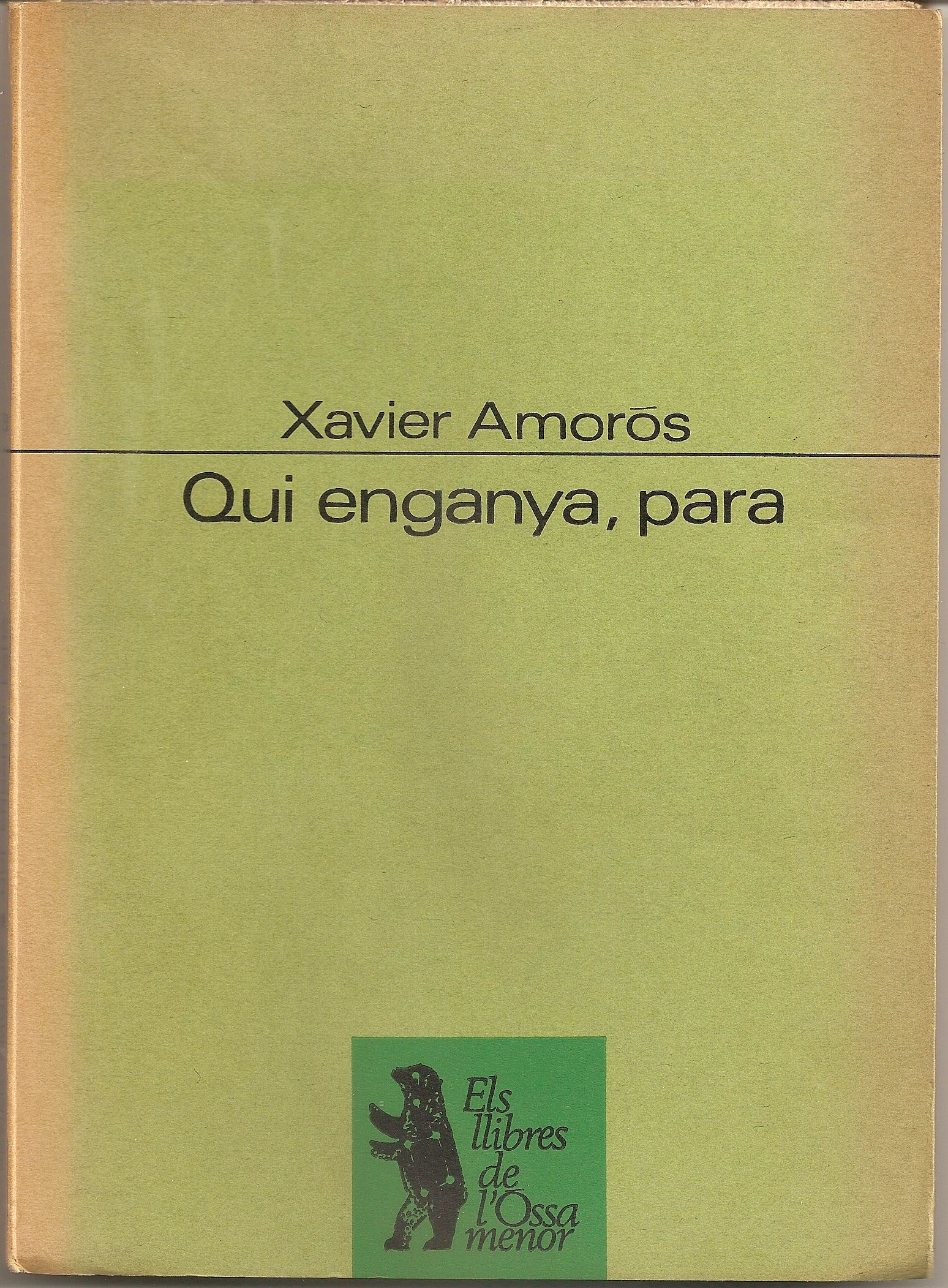
Qui enganya, para

- Enyoro la terra. Reus: Gráficas Diana, 1961. Publicat a Antologia de la poesia reusenca 1960
- Guardeu-me la paraula. Barcelona: Joaquim Horta, 1962
- Qui enganya, para. Barcelona: Proa, 1968. Premi Carles Riba 1964
- Darrers versos. Tarragona: Èpsilon, 1978
- Poemes 1959-1964. Barcelona: Edicions 62, 1982. Premi Literatura catalana - poesia de la Generalitat de Catalunya 1983. ISBN 8429719342
- Poemes inèdits de Xavier Amorós: 1940-1959. Tria i estudi de Xavier Amorós Corbella. Tarragona: Arola, 2000. ISBN 8495134322
- Enyoro la terra. Reus: Papers de la Font del Lleó, 2006. ISBN 9788469072448
- Enyoro la terra: el Pradell de sempre. Edició a cura d'Elena de la Cruz Vergari. Santa Coloma de Queralt: Obrador Edèndum: URV, 2013. ISBN 9788493916954

### Reculls d'articles
- No hi ha festa que valgui. Reus: Centre de Lectura, 1984
- Les columnes de Reus Diari. Amb Andreu Sotorra i Jordi Gebellí. Reus: Reus Diari, 1987
- Cafè París: notes d'un arxiu inexistent. Reus: l'autor, 1989
- Botigues de mar: 1987-1989. Reus: Centre de Lectura, 1993. ISBN 8487873073
- De Reus estant. Reus: Galatea, 1995. ISBN 8460526224
- Històries de la Plaça de Prim. Barcelona: Empúries, 1998. ISBN 847596527X
- Tomb de ravals. Barcelona: Empúries, 1998. ISBN 8475965784

### Estudis històrics i literaris
- Història gràfica del Reus contemporani. Amb Pere Anguera i Albert Arnavat. Reus: l'Ajuntament, 1986-1987. ISBN 8439870027
- L'Institut de Puericultura Dr. Frías "La gota de llet": Reus (1919-1944). Amb Albert Arnavat i Montserrat Pagès. Reus: l'Ajuntament, 1995. ISBN 8460522423
- El Noucentisme a Reus: ideologia i literatura. Amb Josep Murgades, Magí Sunyer, i altres. Reus: Centre de Lectura, 2002

### Memòries
- L'Agulla en un paller. Barcelona: Pòrtic, 1985 (reimpressió 1986). ISBN 8473062434
- El Camí dels Morts. Barcelona: Empúries, 1996. ISBN 8475964907
- Temps estranys: clarobscurs de la llarga postguerra reusenca: 1. Llibre primer, 1941-1950. 2. Llibre segon, 1951-1960. 3. Llibre tercer, 1961-1975. Reus: Associació d'Estudis Reusencs, 2000-2004. ISBN 8493050741 (o.c.)
- Plou però plou poc: dels darrers anys de la dictadura franquista a Reus. Reus: Centre de Lectura, 2007. ISBN 9788487873706

### Teatre
- Història sentimental. Barcelona: Columna, 1993. Premi Santiago Rusiñol als Jocs Florals de la Llengua Catalana (Mendoza, Argentina, 1958). ISBN 8478094482

## Llegat
L'Ajuntament de Reus li edità l'obra completa, en quatre volums, a cura de Rosa Cabré. La seva filla, Maria Lluïsa Amorós, ha seguit el camí del seu pare i ha publicat diversos llibres. Exerceix de professora a l'Institut Gaudí, de Reus. El seu fill, Xavier Amorós Corbella, és advocat, i ha publicat diversos llibres de poemes.
L'Ajuntament de Reus el va declarar fill il·lustre. El 14 de maig de 2003 el ple de l'Ajuntament de Reus acorda per unanimitat posar el nom de Xavier Amorós a la Biblioteca Central de Reus, situada a l'antic escorxador. El seu fons personal està dipositat a l'Arxiu Municipal de Reus. La família va cedir a l'Ajuntament de Reus una col·lecció de fotografies d'Amorós que s'edità amb el nom d'Àlbum Xavier Amorós. A cura de Rosa Pagès. Reus: Pragma, 2003. ISBN 8493338516